# Oasis
Oasis je engleski rock sastav osnovan 1991. godine u Manchesteru. Izvornu postavu činili su Liam Gallagher kao pjevač i svirač tamburina, Paul „Bonehead“ Arthurs na gitari, Paul „Guigsy“ McGuigan na basu te Tony McCarroll za udaraljkama. Pet godina stariji Gallagher, Noel, pridružio se sastavu krajem iste godine kao glavni gitarist i tekstopisac te prateći vokal. Inspiraciju za vlastite prve uratke crpili su iz bogatog britanskog glazbenog nasljeđa, od Kinksa i Beatlesa do Stone Roses i ostatka tzv. Madchestera, uključujući i prethodnike toga pokreta poput Smithsa te Curea. Nakon dvije godine relativno nezapaženih nastupa, Oasis dolazi pod okrilje Alana McGeeja i njegove producentske kuće, Creation.
U osamnaest turbulentnih godina, sastav je izdao sedam studijskih albuma. Prvijenac iz 1994. godine, „Definitely Maybe“, prožet je jezgrovitim tekstovima, glasnim i klasičnim rock and roll pasažima te uvjerljivim Liamovim vokalom. Drugi album, „(What's the Story) Morning Glory?“, izdan je godinu dana kasnije. Za razliku od grubljeg debitantskog izdanja, ovaj album odisao je bogatijim orkestracijama i češćim vokalnim harmonijama braće Gallagher. Tijekom prvog tjedna na tržištu prodan je u 347.000 primjeraka, a u konačnici dosegao je četrnaesterostruku platinastu nakladu na području Ujedinjenog Kraljevstva i 22 milijuna prodanih primjeraka diljem svijeta. Unatoč općeprihvaćenosti njihove glazbe, Liam i Noel privlačili su sredinom devedesetih pažnju medija ponajviše sukobima s ostalim predstavnicima britpopa, ali i onim međusobnim. Bend se razdvojio 2009. u Parizu pri kraju svjetske turneje.
27. kolovoza 2024. u 8 ujutro po britanskom vremenu, službeno je objavljeno da se Oasis ponovno okuplja. Najavljena je Oasis Live '25 turneja za 2025. godinu, s nastupima u Cardiffu, Manchesteru, Londonu, Edinburghu i Dublinu. 